# ランカグア空港
インデペンデンシア空港（西: Aeropuerto De la Independencia）は、チリ共和国オイヒンス州の州都ランカグアにある空港。ランカグア空港とも呼ばれる。

## ワールドカップサッカー
- 1962 FIFAワールドカップの会場であったエスタディオ・エルテニエンテ（スペイン語版）の最寄り空港である。